# Fedra Lorente
Fedra Lorente (Madrid, 26 de diciembre de 1951) es una actriz y cantante española.

## Biografía
Comienza a trabajar como actriz en los años 1970 tras finalizar sus estudios de Arte Dramático. Debuta en el cine en 1973 con la película Busco tonta para fin de semana (1973), de Ignacio F. Iquino. Durante los siguientes años, y coincidiendo con el auge del género conocido como destape, participa en comedias como La lozana andaluza (1976), Niñas... ¡al salón! (1977) o Es pecado... pero me gusta (1977).
Entre 1980 y 1982 se dedica exclusivamente a televisión, e interviene en las series Don Baldomero y su gente (1982), con Luis Escobar y en algunas obras incluidas en los espacios Teatro breve, Estudio 1 e Historias para no dormir. Es en esta última serie, en el capítulo titulado Freddy emitido en septiembre de 1982, donde coincide por primera vez con Narciso Ibáñez Serrador.
La popularidad abrumadora le llegaría de repente menos de un año después, cuando Ibáñez Serrador la ficha para interpretar el papel de La Bombi en el célebre concurso de TVE Un, dos, tres... responda otra vez. Fedra Lorente se convierte en una de las actrices más conocidas del país y el personaje en uno de los más recordados en la historia de la televisión en España, de forma que, incluso veinte años después, se sigue asociando actriz y personaje y se recuerdan las muletillas empleadas.
Fedra Lorente interpreta el personaje hasta 1986 año en que comienza a colaborar en La bola de cristal, coprotagonizando una serie cómica incluida en la segunda parte del programa, El librovisor, junto a Alaska, Pablo Carbonell y Pedro Reyes hasta 1987.
Durante esa etapa compagina su trayectoria televisiva con la intervención en algunas películas sobre todo de Mariano Ozores: El pan debajo del brazo (1984), Cuatro mujeres y un lío (1985), ¡¡Esto sí se hace!! (1987), Esto es un atraco (1987), Hacienda somos casi todos (1988), Ya no va más (1988). Aunque también rueda a las órdenes de otros directores destacando Amanece, que no es poco (1988), de José Luis Cuerda.
Tras una ausencia de tres años regresa a televisión, incorporándose al espacio de humor Tutti Frutti (1990-1991), en Telecinco, popular por ser el programa en el que se hicieron célebres las bailarinas Mammachicho.
En 1992 retoma el personaje que la hizo famosa, aunque ahora pasa a llamarse Mari Puri, y se incorpora al equipo de la que fue la octava etapa del concurso Un, dos, tres... responda otra vez (1992-1993).
En su trayectoria posterior ha combinado actuaciones tanto en cine como en televisión.
En la pantalla grande, pueden destacarse sus intervenciones en las películas Manolito Gafotas (1999), de Miguel Albaladejo; París-Tombuctú (1999), de Luis García Berlanga, La marcha verde (2002), de José Luis García Sánchez y Hotel Danubio (2003), de Antonio Giménez Rico. En esta última coincidió además con su sobrina Carmen Morales, hija de Rocío Dúrcal y Junior, hermano a su vez de Miguel Morales, guitarrista filipino de Los Brincos y marido de Fedra.
En televisión ha participado en las series El sexólogo (1994), de nuevo con Mariano Ozores, La banda de Pérez (1997) y entre 2006 y 2009 en la serie de éxito Yo soy Bea, donde interpretó a la copropietaria del 'San Pancracio', Marga Vivales, la que también llevó la cafetería de la revista.

## Filmografía
| Año  | Película                                   | Personaje                    | Director                 | Género                 | Duración |
| ---- | ------------------------------------------ | ---------------------------- | ------------------------ | ---------------------- | -------- |
| 2024 | Anatema                                    | Señora Kaftán                | Jimina Sbadú             | Terror                 | 1h 31m   |
| 2015 | La espina de Dios                          | Sara                         | Óscar Parra de Carrizosa | Drama/Historia         | 1h 45 m  |
| 2005 | R2 y el caso del cadaver sin cabeza        | Sra Suicida                  | Álvaro Sáenz de Heredia  | Comedia                | 1h 30 m  |
| 2003 | Hotel Danubio                              | Primera vedette              | Antonio Giménez Rico     | Drama                  | 1h 38 m  |
| 2002 | La marcha verde                            | Gloria                       | José Luis García Sánchez | Comedia musical        | 1h 34 m  |
| 1999 | París-Tombuctú                             | Benilde                      | Luis García Berlanga     | Comedia                | 1h 53 m  |
| 1999 | Manolito Gafotas                           | Alicia                       | Miguel Albaladejo        | Comedia                | 1h 30 m  |
| 1999 | Ataque verbal                              | Laura                        | Miguel Albaladejo        | Comedia                | 1h 21 m  |
| 1989 | Amanece, que no es poco                    | Susa su amiga                | José Luis Cuerda         | Comedia                | 1h 50 m  |
| 1989 | El equipo Aahhgg                           | Sargento Mulligan/ Escarlata | José Truchado            | Comedia                | 1h 21 m  |
| 1988 | Ya no va más                               | Adela                        | Mariano Ozores           | Comedia                | 1h 25 m  |
| 1988 | Hacienda somos casi todos                  | Carmen                       | Mariano Ozores           | Comedia                | 1h 30 m  |
| 1987 | ¡¡Esto sí se hace!!                        | Martirio                     | Mariano Ozores           | Comedia                | 1h 16 m  |
| 1987 | Esto es un atraco                          | Claudia                      | Mariano Ozores           | Comedia                | 1h 30 m  |
| 1985 | Cuatro mujeres y un lío                    | Lola                         | Mariano Ozores           | Comedia                | 1h 26 m  |
| 1985 | Operación Mantis (El exterminio del macho) | Maripepi                     | Paul Naschy              | Comedia                | 1h 43 m  |
| 1984 | El pan debajo del brazo                    | Mercedes                     | Mariano Ozores           | Comedia                | 1h 32 m  |
| 1981 | Habibi, amor mío                           | Chica ligue                  | Luis Gómez Valdivieso    | Drama/Romance          | 1h 35 m  |
| 1979 | El felino                                  | Ángela                       | Ernest Pintoff           | Acción/Artes marciales | 1h 36 m  |
| 1977 | Es pecado... pero me gusta                 | Mujer de Fabrizio            | Joan Bosch Palau         | Comedia/Erótico        | 1h 30 m  |
| 1977 | Niñas... ¡al salón!                        | Patro                        | Vicente Escrivá          | Comedia/Prostitución   | 1h 38 m  |
| 1977 | Tengamos la guerra en paz                  | Lourdes                      | Eugenio Martín           | Comedia                | 1h37 m   |
| 1977 | Fraude matrimonial                         | Yanni                        | Ignacio Iquino           | Drama                  | 1h 59 m  |
| 1976 | La lozana andaluza                         | Polidora                     | Vicente Escrivá          | Drama/Comedia/Erótico  | 1h 40 m  |
| 1974 | Una mujer prohibida                        | Sibil                        | José Luis Ruiz Marcos    | Drama/Policíaco        | 1h 27 m  |
| 1973 | Busco tonta para fin de semana             | Purita Pérez Pérez           | Ignacio Iquino           | Comedia                | 1h 28 m  |

## Televisión
| Año       | Serie                                   | Personaje         | Canal TV      |
| --------- | --------------------------------------- | ----------------- | ------------- |
| 2019      | Centro Médico                           |                   | TVE           |
| 2006-2009 | Yo soy Bea                              | Marga Vivales     | Telecinco     |
| 1997      | La banda de Pérez                       | Asunción          | TVE           |
| 1995      | Farmacia de guardia                     | Carla             | Antena 3      |
| 1995      | La revista: Las de Villadiego           |                   | TVE           |
| 1994      | Villarriba y Villabajo                  |                   | TVE           |
| 1994      | El sexólogo                             | Aurelia           | TVE / Antena3 |
| 1994      | Villa Rosaura                           | Paula             | TVE           |
| 1982      | Un, dos, tres                           | La Bombi          | TVE           |
| 1990      | Tutti frutti                            | Colaboradora      | Telecinco     |
| 1986-1987 | La bola de cristal                      | Varios personajes | TVE           |
| 1989      | Los tres etcéteras de Don Simón         | Marifácil         | TVE           |
| 1984      | La sopera                               |                   | TVE           |
| 1982      | Don Baldomero y su gente                |                   | TVE           |
| 1982      | Historias para no dormir                |                   | TVE           |
| 1981      | Estudio 1: Que viene mi marido          | Caridad           | TVE           |
| 1981      | Estudio 1: Los japoneses no esperan     |                   | TVE           |
| 1980      | Estudio 1: Maribel y la extraña familia |                   | TVE           |
| 1979      | Antología de la Zarzuela                |                   | TVE           |
| 1977      | Curro Jiménez                           |                   | TVE           |

## Teatro
- No te pases de la raya, cariño de Marc Camoletti (adaptación de Alberto Closas), dirigida por José María Mompín, Teatro Valle-Inclán, Madrid (1974)